# Amegilla xylocopoides
Amegilla xylocopoides es una especie de abeja excavadora perteneciente al género Amegilla, categorizada en la tribu Anthophorini, de la subfamilia Apinae.
La hembra mide 19 mm de longitud, las alas anteriores 15,6 mm; el macho mide 16 mm de longitud, las alas anteriores 12,7 mm.

## Taxonomía
Se atribuye su descripción a Leijs, quien la citó por primera vez en 2020. La especie aparece registrada en la sección The genus Amegilla (Hymenoptera, Apidae, Anthophorini) in Australia: a revision of the subgensu Asaropoda de ZooKeys, Issue 908, publicada por Leijs, Remko, James Dorey, y Katja Hogendoorn en 2020.

## Distribución
La especie se distribuye por Australia, en el estado de Queensland.